# Klyšiai
Klyšiai − wieś na Litwie, w okręgu szawelskim, w rejonie okmiańskim, w gminie Okmiany, nad rzeką Dabikinė. W 2011 roku liczyła 29 mieszkańców.